# Patrice Ruggiero
Pour les articles homonymes, voir Ruggiero.
Patrice Ruggiero est un karatéka français né le 22 novembre 1955 à Tunis, en Tunisie. Il est surtout connu pour avoir remporté plusieurs fois le titre de champion d'Europe en kumite individuel masculin plus de 80 kilos, kumite individuel masculin open et kumite par équipe masculin au début des années 1980. Il a par ailleurs été quatre fois vice-champion du monde, deux fois en individuel et deux fois par équipe.

## Résultats
| Résultat          | Date | Épreuve                   | Catégorie | Compétition                | Ville hôte               |
| ----------------- | ---- | ------------------------- | --------- | -------------------------- | ------------------------ |
| Médaille d'or     | 1980 | Kumite individuel open    | Seniors   | Championnats d'Europe 1980 | Barcelone, en Espagne    |
| Médaille d'or     | 1980 | Kumite par équipe         | Seniors   | Championnats d'Europe 1980 | Barcelone, en Espagne    |
| Médaille d'or     | 1981 | Kumite individuel + 80 kg | Seniors   | Championnats d'Europe 1981 | Venise, en Italie        |
| Médaille d'or     | 1981 | Kumite par équipe         | Seniors   | Championnats d'Europe 1981 | Venise, en Italie        |
| Médaille d'argent | 1982 | Kumite individuel + 80 kg | Seniors   | Championnats du monde 1982 | Taipei, à Taïwan         |
| Médaille d'or     | 1983 | Kumite individuel + 80 kg | Seniors   | Championnats d'Europe 1983 | Madrid, en Espagne       |
| Médaille d'or     | 1984 | Kumite individuel open    | Seniors   | Championnats d'Europe 1984 | Paris, en France         |
| Médaille d'argent | 1984 | Kumite individuel ippon   | Seniors   | Championnats du monde 1984 | Maastricht, aux Pays-Bas |